# Wissenschaft im Dialog
Wissenschaft im Dialog (WiD) ist eine gemeinnützige GmbH, die 2000 von den deutschen Wissenschaftsorganisationen gegründet wurde. Gemäß der im Juni 2024 verabschiedeten Satzung ist sie „die zentrale, von Wissenschafts- und Förderorganisationen getragene Organisation für Wissenschaftskommunikation in Deutschland“ und setzt sich für einen produktiven Dialog zwischen Wissenschaft und Gesellschaft ein. Wichtige Ziele sind die Erarbeitung von praxisrelevantem Wissen in diesem Bereich, das Angebot von Fort- und Weiterbildungen, die Vernetzung unterschiedlicher Akteure in der Wissenschaftskommunikation und die Entwicklung neuer Kommunikationsformate. Entsprechend setzt sich WiD als Think-and-Do-Tank für die Stärkung und Weiterentwicklung der Wissenschaftskommunikation ein. Die Gründung von Wissenschaft im Dialog erfolgte auf Initiative des Stifterverbandes für die Deutsche Wissenschaft. Maßgeblich unterstützt wird Wissenschaft im Dialog vom Bundesministerium für Forschung, Technologie und Raumfahrt (BMFRT). Als Partner und Gesellschafter kamen neben den Wissenschaftsorganisationen in den vergangenen Jahren Verbände und weitere Wissenschaftsförderer hinzu. Die Gesellschaft hat ihren Sitz in Berlin.

## Arbeitsschwerpunkte und Entwicklung
Im Fokus der Arbeit von WiD stand in den ersten zehn Jahren vor allem die Breitenkommunikation, also Projekte wie Ausstellungen, Festivals oder Wettbewerbe, welche die allgemeine Öffentlichkeit ansprachen und Informationen über aktuelle wissenschaftliche Forschung boten.
Im Lauf der Zeit verschob sich der Fokus hin zum Dialog zwischen Wissenschaftlern und Bürgern über gesellschaftlich relevante und kontroverse Themen der Forschung. Dabei gewannen deliberative und partizipative Maßnahmen und Methoden zunehmend Bedeutung in Wissenschaft und Politik, um ein informiertes Vertrauen innerhalb der Bevölkerung zu schaffen. WiD konzipierte und organisierte deshalb Ko-Kreation-Prozesse für die Wissenschaftskommunikation unter Einbindung von Forschenden und Bürgern sowie je nach Themenfeld verschiedenen weiteren Akteuren. Dabei ging es WiD immer um gemeinwohlorientierte Wissenschaftskommunikation.
Angesichts der wachsenden Betonung von Qualitäts- und Wirkungsfragen in der Wissenschaftskommunikation erweiterte WiD in den letzten Jahren ihr Angebot und initiierte Projekte zu Themen wie Qualität und Bewertung von Wissenschaftskommunikation.
Zum Ende des Jahres 2023 verabschiedeten die Gesellschafter von WiD ein neues Leitbild sowie eine neue Organisationsstruktur. Im Mittelpunkt der Arbeit steht seitdem die Vision einer offenen und demokratischen Gesellschaft, in der Wissenschaftskommunikation dazu beiträgt, gesellschaftlichen Wandel mit Wissen zu gestalten.
WiD arbeitet in den vier Programmen Engagement, Insights, Exchange und Academy.
Im Programm Engagement versteht sich WiD als Experimentallabor und entwickelt neue Kommunikationsformate für diverse Zielgruppen. Ziel ist, über Wissenschaft zu informieren und den Dialog zwischen Wissenschaft und Bevölkerung zu fördern. Projekte in diesem Programm sind zum Beispiel das Ausstellungsschiff MS Wissenschaft, Junior Science Café KI und I'm a Scientist, der Webvideo-Wettbewerb Fast Forward Science und der Hochschulwettbewerb.
Im Programm Insights will WiD Handlungs- und Orientierungswissen für  Wissenschaftskommunikatoren sowie Stakeholder aus Politik, Verwaltung und Organisationen der Zivilgesellschaft erarbeiten. Zu diesem Programm gehören das Wissenschaftsbarometer, die Schriftenreihe WiD-Perspektiven, sowie Angebote der Impact Unit zur Evaluation von Wissenschaftskommunikation und der Transfer Unit zur Vernetzung von Forschung und Praxis.
Ziel des Programmes Exchange ist die Vernetzung der unterschiedlichen  Akteure in der Wissenschaftskommunikation in Deutschland. Dazu richtet WiD jährlich das Forum Wissenschaftskommunikation aus – die größte Fachtagung für Wissenschaftskommunikation im deutschsprachigen Raum. Das Portal wissenschaftskommunikation.de ist eine Informations- und Diskussionsplattform zu Wissenschaftskommunikation im deutschsprachigen Raum. WiD ist zudem Mit-Initiator des Siggener Kreises, der Denkwerkstatt zur Weiterentwicklung der Wissenschaftskommunikation, mit dem Bundesverband Hochschulkommunikation. 
Im Programm Academy bietet WiD Fort- und Weiterbildungen für Forschende sowie  Kommunikatoren an. Zu diesem Programm gehören unter anderem ein Weiterbildungsprogramm für Forschende der MINT-Disziplinen, die CZS STEM Impact School, sowie das Schulprojekt Make Your School.
Als Koordinator und Partner von grenzüberschreitenden Projekten und als Mitglied der europäischen Plattformen zu Wissenschaftskommunikation und Citizen Science European Science Events Association (EUSEA) und European Citizen Science Association (ECSA) greift WiD auf  Erfahrungen in der Zusammenarbeit mit europäischen Partnern zurück.

## Struktur und Gremien
Wissenschaft im Dialog hat die Rechtsform einer gGmbH. Ihre Gremien sind die Geschäftsführung und die Gesellschafterversammlung.
In der Gesellschafterversammlung sind in der Regel die Präsidentinnen und Präsidenten oder die Vorsitzenden der an der gGmbH beteiligten Wissenschaftsorganisationen vertreten. Sie bestimmt die Richtlinien und strategischen Ziele der Arbeit von Wissenschaft im Dialog.
Seit 2002 war Herbert Münder Geschäftsführer von Wissenschaft im Dialog. Ihm folgte vom 1. Januar 2012 bis zum 30. September 2022 Markus Weißkopf. Vom 1. Oktober 2022 bis zum 31. März 2023 war Christian Kleinert übergangsweise Geschäftsführer. Seit dem 1. April 2023 ist Benedikt Fecher Geschäftsführer.

## Gesellschafter
- Arbeitsgemeinschaft industrieller Forschungsvereinigungen „Otto von Guericke“ (AiF)
- acatech Deutsche Akademie der Technikwissenschaften
- Deutsche Forschungsgemeinschaft (DFG)
- Deutscher Verband Technisch-Wissenschaftlicher Vereine (DVT)
- Fraunhofer-Gesellschaft
- Gesellschaft Deutscher Naturforscher und Ärzte (GDNÄ)
- Helmholtz-Gemeinschaft Deutscher Forschungszentren
- Hochschulrektorenkonferenz (HRK)
- Leibniz-Gemeinschaft
- Max-Planck-Gesellschaft
- Stifterverband für die Deutsche Wissenschaft

## Partner
- Alexander von Humboldt-Stiftung
- Berlin-Brandenburgische Akademie der Wissenschaften (BBAW)
- Deutscher Akademischer Austauschdienst
- Leopoldina Nationale Akademie der Wissenschaften
- Wissenschaftsrat